# Міністерство економіки, фінансів і промисловості Франції
48°50′21″ пн. ш. 2°22′33″ сх. д. / 48.83917° пн. ш. 2.37583° сх. д.
Міністерство економіки, фінансів і промисловості Франції (фр. Ministère de l'Économie, des Finances et de la Souveraineté industrielle et numérique, pronounced [ministɛʁ d(ə) lekɔnɔmi e definɑ̃s]), неофіційно званий Берсі, є одним із найважливіших міністерств уряду Франції. Її міністр є одним із найвидатніших членів кабінету після прем’єр-міністра. Назва міністерства з часом змінювалася; вона включала терміни «економіка», «промисловість», «фінанси» та «зайнятість» протягом історії.

## Обов'язки
Міністр економіки та фінансів контролює:
- розробка законів про оподаткування шляхом безпосереднього керівництва Радою з питань податкової політики (Direction de la législation fiscale) Генерального управління державних фінансів (Direction générale des Finances publiques), колишнього Департаменту доходів (Direction générale des impôts);
- національні фонди та фінансово-економічна система, особливо з Управлінням скарбника та головного розпорядника (Direction générale du Trésor або Французьке казначейство), не плутати з Державним казначейством (Скарбниця), тобто Управлінням генерального контролера (Direction générale de la comptabilité publique) під керівництвом міністра публічних дій та рахунків);
- розвиток, регулювання та контроль економіки, включаючи промисловість, туризм, малий бізнес, конкуренцію та безпеку споживачів, а також інші питання, за винятком енергетики, промислової безпеки, питань навколишнього середовища та транспорту, які знаходяться у віданні Міністерства екології;
- політики зайнятості та професійної освіти.

Посадова особа, яка має повноваження щодо фінансових активів держави, фінансово-економічної національної системи та правил оподаткування в цілому, також представляє Францію в Раді з економічних і фінансових питань (ECOFIN).

## Місцезнаходження

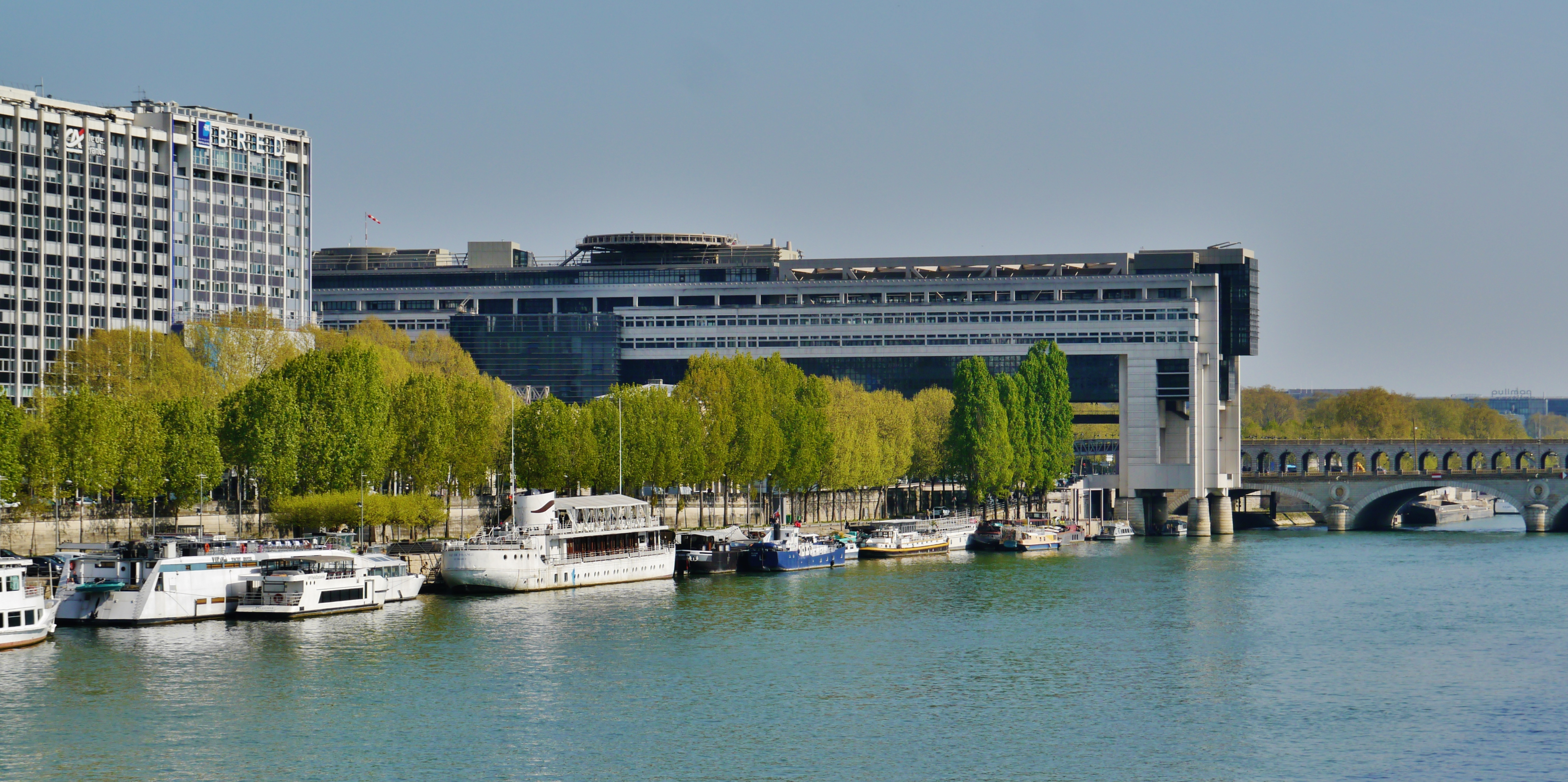
Місцезнаходження Міністерства економіки та фінансів у Берсі

Міністерство економіки та фінансів знаходиться в Берсі, у 12-му окрузі Парижа. Будівля, яку він ділить з Міністерством громадських дій та рахунків, тягнеться до Сени, де є ембаркадеро з швидкісними річковими човнами для швидшого зв’язку з іншими державними установами. Він також обслуговується лініями 6 і 14 паризького метро на станції Берсі.

## Організація
Бруно Ле Мер обіймає посаду міністра економіки та фінансів з 2017 року. В уряді прем'єр-міністра Жана Кастекса йому допомагають три молодші міністри: Олів'є Дюсопт як міністр державних рахунків, Агнес Паньє-Рунаше як міністр промисловості та Жан-Батист Лемуан як міністр малих і середніх підприємств.